# Егерев, Виктор Сергеевич
Ви́ктор Серге́евич Е́герев (1923, Ботино, Московская губерния — 2016, Москва) — советский, российский архитектор. Народный архитектор СССР (1988). Лауреат Государственной премии РСФСР в области архитектуры (1967), премии Президента РФ (2003).

## Биография
Виктор Егерев родился 18 ноября 1923 в деревне Ботино (ныне в Рузском городском округе, Московская область).
В 1941 году окончил школу в Москве и был призван в армию. Начал воевать под Сталинградом; в бою был тяжело ранен — лишился ноги — и в мае 1943-го был демобилизован. 
В 1944 году поступил в Московский архитектурный институт, который окончил в 1950 году с красным дипломом. 
После окончания института начал работу в мастерской № 1 Моссовета. Позднее работал руководителем мастерскими Моспроекта-1 и Моспроекта-2, главным архитектором Фрунзенского района Москвы.
С 1982 года в течение десяти лет возглавлял ЦНИИЭП учебных зданий Госстроя СССР. Разрабатывал проекты для массового строительства в стране детских садов, школ, профессионально-технических училищ и других объектов. 
Член-корреспондент АХ СССР (1990). Действительный член Международной академии архитектуры в Москве (1992). Действительный член Российской академии архитектуры и строительных наук (1992). Члены Союза архитекторов СССР. В 1972 году стал секретарём Правления Союза архитекторов СССР.
Скончался 20 апреля 2016 года в Москве. Похоронен на Троекуровском кладбище (26 участок; семейное захоронение).

## Семья
Жена Заславская Ирина Абрамовна (1926-2017) – советский и российский архитектор, работала над проектами Чехословацкого посольства в Москве, спортивного комплекса в Лужниках.  Дочь Абрама Моисеевича Заславского,   советского архитектора, градостроителя. Член-корреспондента Академии архитектуры СССР и Академии строительства и архитектуры СССР.

## Звания и награды
- Заслуженный архитектор РСФСР (1974)
- Народный архитектор СССР (1988)
- Государственная премия РСФСР в области архитектуры (1967) — за архитектуру Московского Дворца пионеров
- Премия Президента Российской Федерации в области литературы и искусства (2003)[3]
- Орден За заслуги перед Отечеством 4 степени (1998)
- Орден Отечественной войны I степени (1985)
- Орден Отечественной войны II степени
- Медаль «За оборону Сталинграда»
- Медаль Жукова
- Медаль «В ознаменование 100-летия со дня рождения Владимира Ильича Ленина»
- Медаль «За победу над Германией в Великой Отечественной войне 1941-1945 гг.»
- Медаль «Двадцать лет победы в Великой Отечественной войне 1941-1945 гг.»
- Медаль «Тридцать лет Победы в Великой Отечественной войне 1941-1945 гг.»
- Медаль «Сорок лет Победы в Великой Отечественной войне 1941-1945 гг.»
- Медаль «50 лет Победы в Великой Отечественной войне 1941-1945 гг.»
- Медаль «60 лет Победы в Великой Отечественной войне 1941—1945»
- Медаль «65 лет Победы в Великой Отечественной войне 1941—1945»
- Медаль «Ветеран труда»
- Медаль «50 лет Вооружённых Сил СССР»
- Медаль «60 лет Вооружённых Сил СССР»
- Медаль «70 лет Вооружённых Сил СССР»
- Медаль имени первого президента Российской академии художеств И. И. Шувалова (2008)
- Почётный строитель Москвы.

## Основные работы[4]
- Станция метро «Краснопресненская» (1952—1953; соавторы М. П. Константинов, Ф. А. Новиков и И. А. Покровский);
- Московский городской дворец пионеров и школьников (1959—1962, Госпремия РСФСР; соавторы В. С. Кубасов, Ф. А. Новиков, И. А. Покровский, М. Н. Хажакян, Б. В. Палуй)
- Здание ТАСС (1965—1967; соавторы А. А. Шайхет, З. Ф. Абрамова, Г. Л. Сирота; инженеры Б. С. Гурвич, Ю. С. Маневич, А. Я. Коганов);
- Музыкальное училище им. Гнесиных на Поварской улице (соавторы А. А. Шайхет, З. Ф. Абрамова);
- Дом связи на Новом Арбате, 2 (1965);
- Поликлиника Госплана СССР в Скатертном переулке (1969);
- Посольство Чехословакии на улице Юлиуса Фучика (под руководством В. С. Андреева, 1950—1955) и Посольство СССР в Нигерии (в Лагосе, 1966—1968);
- Многоэтажные жилые дома № 37, 43 и 49 на Большой Никитской улице (1974; соавторы Н. А. Афанасьева, А. А. Шайхет)[5].

- Московский городской дворец детского (юношеского) творчества
- Станция метро «Краснопресненская»
- Здание ИТАР-ТАСС
- Музыкальное училище им. Гнесиных